# 背裸直線脂鯉
背裸直線脂鯉，為輻鰭魚綱脂鯉目脂鯉亞目脂鯉科的其中一個種，為熱帶淡水魚，分布於南美洲玻利維亞Ipurupuru河流域，體長可達7.1公分，棲息在泥底質植被生長的溪流，生活習性不明。

## 扩展阅读
- 維基物種上的相關：背裸直線脂鯉